# Longterm Mentality
Albums de Ab-Soul
Long Term 2: Lifestyles of the Broke and Almost Famous
(2010) Control System
(2012)
Singles
1. Gone Insane
Sortie : 31 mars 2011

Longterm Mentality est le premier album studio du rappeur américain Ab-Soul, sorti le 5 avril 2011.

## Liste des titres
| No  | Titre                                       | Producteur        | Durée |
| --- | ------------------------------------------- | ----------------- | ----- |
| 1.  | Real Thinkers                               | Tae Beast         | 3:46  |
| 2.  | Gone Insane                                 | Ayiro             | 4:24  |
| 3.  | Loosen My Tie                               | Sounwave          | 4:29  |
| 4.  | Nothin' New (featuring Jhené Aiko)          | AAyhasis          | 3:28  |
| 5.  | Hell Yea (featuring ScHoolboy Q)            | Sounwave          | 4:16  |
| 6.  | Moscato (featuring Kendrick Lamar)          | Sounwave          | 4:39  |
| 7.  | T.D.U.D.                                    | Context           | 3:28  |
| 8.  | Time is of the Essence (featuring Punch)    | Tae Beast         | 4:42  |
| 9.  | More of a Euphoria (featuring Alori Joh)    | Sounwave          | 3:16  |
| 10. | Picture That (featuring JaVonté)            | Alexis Carrington | 5:18  |
| 11. | Big Pay Back (featuring Murs)               | Tae Beast         | 3:45  |
| 12. | Almost There (featuring BJ the Chicago Kid) | Tommy Black       | 4:01  |
| 13. | #LTM (featuring Pat Brown)                  | Tae Beast         | 5:20  |
| 14. | Constipation (Black Hippy)                  | Sounwave          | 3:26  |